# Frank-Peter Bischof
Frank-Peter Bischof   (Forst (Lausitz), 20 d'agost de 1954) és un piragüista alemany, ja retirat, que va competir sota bandera de la República Democràtica Alemanya durant les dècades de 1970 i 1980.
El 1976 va prendre part en els Jocs Olímpics d'Estiu de Mont-real, on va guanyar la medalla de bronze en la prova del K-4 1.000 metres del programa de piragüisme. Formà equip amb Bernd Duvigneau, Rüdiger Helm i Jürgen Lehnert. Quatre anys més tard, als Jocs de Moscou, fou cinquè en la prova de K-1 500 metres.
En el seu palmarès també destaquen cinc medalles al Campionat del Món en aigües tranquil·les dues d'or, dues de plata i una de bronze entre les edicions de 1978 i 1982.
Es casà amb la també piragüista Martina Bischof. Una vegada retirat va exercir d'entrenador.